# Stewartia tonkinensis
Stewartia tonkinensis là một loài thực vật có hoa trong họ Theaceae. Loài này được (Merr.) C.Y. Wu miêu tả khoa học đầu tiên năm 1996.